# Ayuntamiento de Ciudad Real
El Ayuntamiento de Ciudad Real es la institución que se encarga del gobierno de la ciudad y el municipio español de Ciudad Real, en Castilla-La Mancha.
El consistorio está presidido por el alcalde de Ciudad Real, que desde 1979 es elegido democráticamente por sufragio universal. Desde las elecciones municipales de 2023 la alcaldía está presidida por Francisco Cañizares Jiménez, del Partido Popular.

## Casa consistorial
El actual edificio del Ayuntamiento, se encuentra en la plaza Mayor. Fue construido en 1976 por el arquitecto madrileño Fernando de Higueras, imitando los típicos ayuntamientos de los Países Bajos.

## Alcaldes
| Periodo   | Nombre                                                                             | Partido                                                   |
| --------- | ---------------------------------------------------------------------------------- | --------------------------------------------------------- |
| 1979-1983 | Lorenzo Selas Céspedes                                                             | Unión de Centro Democrático (UCD)                         |
| 1983-1987 | Lorenzo Selas Céspedes                                                             | Alianza Popular (AP)                                      |
| 1987-1991 | Lorenzo Selas Céspedes                                                             | Independientes + Partido Socialista Obrero Español (PSOE) |
| 1991-1995 | Lorenzo Selas Céspedes (1991-1993) Nicolás Clavero Romero (1993-1995, sustitución) | Partido Socialista Obrero Español (PSOE)                  |
| 1995-1999 | Francisco Gil-Ortega Rincón                                                        | Partido Popular (PP)                                      |
| 1999-2003 | Francisco Gil-Ortega Rincón                                                        | Partido Popular (PP)                                      |
| 2003-2007 | Francisco Gil-Ortega Rincón                                                        | Partido Popular (PP)                                      |
| 2007-2011 | Rosa Romero Sánchez                                                                | Partido Popular (PP)                                      |
| 2011-2015 | Rosa Romero Sánchez                                                                | Partido Popular (PP)                                      |
| 2015-2019 | Pilar Zamora                                                                       | Partido Socialista Obrero Español (PSOE)                  |
| 2019-2023 | Pilar Zamora (2019-2021) Eva Masías (2021-2023)                                    | Partido Socialista Obrero Español (PSOE) Ciudadanos (CS)  |
| 2023-act. | Francisco Cañizares Jiménez                                                        | Partido Popular (PP)                                      |

## Resultados electorales
| Partido político                           | 2023   | 2023  | 2023       | 2019   | 2019  | 2019       | 2015   | 2015  | 2015       | 2011   | 2011  | 2011       | 2007   | 2007  | 2007       |
| Partido político                           | Votos  | %     | Concejales | Votos  | %     | Concejales | Votos  | %     | Concejales | Votos  | %     | Concejales | Votos  | %     | Concejales |
| Partido Popular (PP)                       | 15 555 | 39,71 | 11         | 12 463 | 33,01 | 9          | 13 457 | 36,54 | 10         | 20 207 | 51,56 | 15         | 17 733 | 50,32 | 15         |
| Partido Socialista Obrero Español (PSOE)   | 13 516 | 34,5  | 9          | 14 604 | 38,68 | 10         | 11 565 | 31,40 | 9          | 12 419 | 31,69 | 9          | 12 937 | 36,71 | 10         |
| Vox                                        | 5650   | 14,42 | 4          | 2577   | 6,82  | 1          | 740    | 2,01  | 0          | —      | —     | —          | —      | —     | —          |
| Ciudadanos (CS)                            | 1975   | 5,04  | 1          | 4727   | 12,52 | 3          | 2753   | 7,47  | 2          | —      | —     | —          | —      | —     | —          |
| Podemos-Izquierda Unida-Los Verdes (IU-LV) | 1903   | 4,85  | 0          | 2886   | 7,64  | 2          | 5815   | 15,79 | 4          | 2306   | 5,88  | 1          | 1514   | 4,30  | 0          |

## Evolución de la deuda viva municipal
El concepto de deuda viva contempla sólo las deudas con cajas y bancos relativas a créditos financieros, valores de renta fija y préstamos o créditos transferidos a terceros, excluyéndose, por tanto, la deuda comercial.
| Gráfica de evolución de la deuda viva del Ayuntamiento entre 2008 y 2024                              |
| |
| Deuda viva del Ayuntamiento de Ciudad Real, en miles de euros, según datos del Ministerio de Hacienda |